# Commissariato di Mogadiscio
Il commissariato di Mogadiscio era uno dei commissariati dell'Africa Orientale Italiana. Istituito nel 1925, faceva parte del governatorato della Somalia. 

## Residenze
Il territorio comprendeva la sola residenza di Mogadiscio, che era anche capoluogo della Somalia italiana.

## Geografia
Confinava a nord con le regioni dell'Uebi Scebeli, e a sud con la regione del Centro e l'oceano Indiano.